# Claudio Deri
Claudio Deri (* 3. April 1989) war in den Jahren 2002–2006 ein deutscher volkstümlicher Schlagersänger. Seine größten Hits waren Eine Frau wie Mama, das von ihm gecoverte Butterfly und Giovanna, mit dem er 2003 in München den deutschen Vorentscheid zum Grand Prix der Volksmusik gewann und beim Finale im Europa-Park Rust den zweiten Platz nach Deutschland holte. Damit hatte er nach 1997 die beste Platzierung nach einer langen Durststrecke für Deutschland bei diesem Gesangswettbewerb geholt. Claudio war bei dem Label Jack White Productions AG unter Vertrag und arbeitete mit Sony BMG zusammen. Sein Produzententeam bestand aus den Hitkomponisten Francesco Bruletti und Uwe Haselsteiner. Im Jahr 2006 beendete Deri seine Karriere aufgrund von Abiturvorbereitungen auf dem Collegium Augustinianum Gaesdonck.
Wichtigste TV-Auftritte:
Mai 2003: Muttertagsshow mit Carolin Reiber - ZDF - "Eine Frau wie Mama"
Mai 2003: Vorentscheid Grand Prix der Volksmusik mit Thomas Ohrner - ZDF - "Giovanna" - 1. Platz
September 2003: Finale Grand Prix der Volksmusik mit Thomas Ohrner - ZDF - "Giovanna" - 2. Platz
Dezember 2003: Herbert-Roth-Preis - MDR - "Giovanna" - Auszeichnung zum besten Nachwuchskünstler 2003
Dezember 2003: José Carreras Gala - ARD - "Mama" 
Januar 2004: Krone der Volksmusik mit Gunter Emmerlich - ARD - "Giovanna"
März 2004: Musikantenstadl - ARD - "Giovanna" und "Butterfly"
Wichtigste Live-Tourneen:
November bis Dezember 2003: "Winterwunderland" in 20 deutschen Städten mit Maxi Arland, Alpentrio Tirol und den Geschwistern Hofmann
Januar bis Februar 2004: "Die Superstars der Volksmusik" in 12 deutschen Städten mit Heino, Florian Silbereisen, Stefan Mross, Stefanie Hertel, Wildecker Herzbuben, Jan Smit, u. a.

## Diskografie
- 2003
  - Giovanna
  - Mama
  - Eine Frau wie Mama
- 2004
  - Manchmal hat sie noch Heimweh
  - Butterfly
- 2005
  - Bist du wirklich schon vergeben